# Pescennina sasaima
Espèce
Pescennina sasaima est une espèce d'araignées aranéomorphes de la famille des Oonopidae.

## Distribution
Cette espèce est endémique du département de Cundinamarca en Colombie,.

## Description
Le mâle holotype mesure 1,74 mm et la femelle 1,80 mm.

## Étymologie
Cette espèce est nommée en référence au lieu de sa découverte, Sasaima.

## Publication originale
- Platnick & Dupérré, 2011 : The goblin spider genus Pescennina (Araneae, Oonopidae). American Museum novitates, no 3716, p. 1-64 (texte intégral).